# 安徽九方足球俱乐部
安徽九方足球俱乐部，是一家中國已解散的职业足球俱乐部，俱乐部成立于2005年，曾参加中国足球甲级联赛，是安徽省第一家职业足球俱乐部，2009年的联赛主场设在安徽省芜湖市。
俱乐部的前身是成立于2003年的辽宁青少年足球俱乐部（即原辽宁青年队被南京有有收购后成立的新辽宁青年队）和2004年解散的深圳科健的青年队。

## 球队历史
2005年安徽九方足球俱乐部成立，並參加中乙联赛，最終取得第四名创下佳績。
2006年在中乙联赛以点球敗於哈尔滨毅腾，未能升級到中国足球甲级联赛，夺得了季军。
2007年俱乐部獲冠名為安徽九华山，中乙联赛取得季軍，升級到中甲联赛。
2008年首次参加中甲联赛，最后取得第四名的好成绩。
2009年把主场从合肥搬到了芜湖。
2010年把主场从芜湖又搬回了合肥，同年赛季结束后，由于安徽九方俱乐部与当地体育主管部门之间关系恶化，俱乐部董事会鉴于得不到当地政府的支持，无法满足职业联赛俱乐部必须具备相关硬件条件，于11月1日宣布退出中甲联赛，不过安徽九方没有即时解散。
2011年1月15日，天津润宇隆和安徽九方正式达成协议，润宇隆购入九方俱乐部的中甲资格。

## 曾使用名稱
- 2005-2006年安徽九方
- 2007年安徽九华山
- 2008-2010年安徽九方

## 歷季成績
| 年份   | 聯賽級別 | 名次  | 場次 | 勝 | 和 | 負 | 得球 | 失球 | 積分 |
| ------ | -------- | ----- | ---- | -- | -- | -- | ---- | ---- | ---- |
| 2005年 | 中乙     | 第4名 | 14   | 7  | 4  | 3  | 24   | 9    | 25   |
| 2006年 | 中乙     | 第1名 | 16   | 12 | 1  | 3  | 24   | 11   | 37   |
| 2007年 | 中乙     | 第2名 | 12   | 7  | 2  | 3  | 17   | 11   | 23   |
| 2008年 | 中甲     | 第4名 | 24   | 7  | 9  | 8  | 33   | 37   | 30   |
| 2009年 | 中甲     | 第7名 | 24   | 7  | 8  | 9  | 35   | 44   | 29   |
| 2010年 | 中甲     | 第9名 | 24   | 7  | 3  | 14 | 17   | 36   | 24   |

## 外部連結
安徽九方足球俱乐部官方網站
安徽九方宣布退出职业联赛